# Albatros W.3
Albatros W.3 (Albatros VT) – niemiecki pływakowy wodnosamolot torpedowy w układzie dwupłatu z okresu I wojny światowej, zaprojektowany i zbudowany w wytwórni Albatros-Werke GmbH w Berlinie. Powstała w jednym egzemplarzu maszyna była pierwszym bombowcem torpedowym skonstruowanym przez Albatrosa, a jej rozwinięciem był produkowany w niewielkiej serii Albatros W.5.

## Historia i użycie

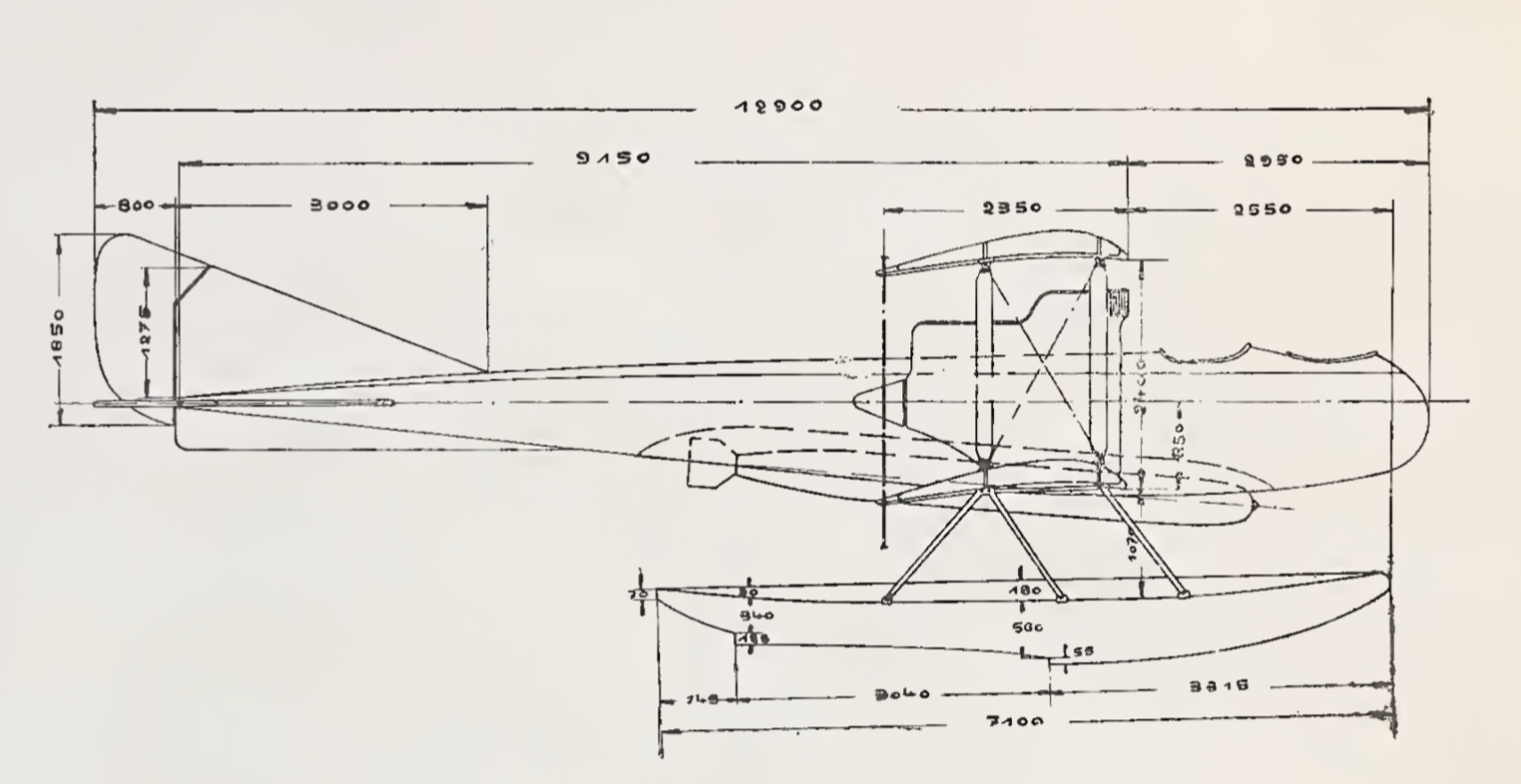
Plany Albatrosa VT (W.3)

W październiku 1915 roku kierownictwo Kaiserliche Marine zamówiło w zakładach Albatros-Werke GmbH wodnosamolot torpedowy. Do napędu wybrano dwa silniki Benz Bz.III o mocy 112 kW (150 KM) każdy, w układzie pchającym, z kołpakami na śmigłach. Dużych rozmiarów pudełkowe chłodnice zostały umieszczone na przedzie gondol silnikowych, usytuowanych pomiędzy płatami. Samolot miał konstrukcję drewnianą i typowe dla Albatrosa kształty. Stanowiąca uzbrojenie ofensywne torpeda umieszczona była pod kadłubem między pływakami, częściowo zagłębiona w niecce podkadłubowej w celu zmniejszenia oporu.
Prototyp Albatrosa W.3 (oznaczenie fabryczne VT – niem. Versuchs Torpedoflugzeug) został dostarczony marynarce w lipcu 1916 roku i nadano mu numer 527. Samolot testowany był intensywnie w Doświadczalnym Centrum Wodnosamolotów w Warnemünde. Mimo że nie podjęto produkcji seryjnej tego modelu, to posłużył on do opracowania ulepszonej wersji W.5.

## Opis konstrukcji i dane techniczne
Albatros W.3 był dwusilnikowym wodnosamolotem pływakowym w układzie dwupłatu konstrukcji drewnianej. Długość samolotu wynosiła 13,1 metra, a rozpiętość skrzydeł 22,7 metra. Masa własna wynosiła 1791 kg, zaś masa użyteczna 1624 kg. Napęd stanowiły dwa chłodzone cieczą 6-cylindrowe silniki rzędowe Benz Bz.III o mocy 112 kW (150 KM) każdy. Prędkość maksymalna samolotu wynosiła 133 km/h. Rozbieg wynosił 120 metrów.
Uzbrojenie ofensywne stanowiła torpeda lotnicza, a do samoobrony służyły dwa ruchome karabiny maszynowe.